# Kinzang Dorji
Kinzang Dorji (ur. 1951 w dystrykcie Mongar) – dwukrotny premier Bhutanu od 14 sierpnia 2002 do 30 sierpnia 2003 i ponownie od 31 lipca 2007 do 9 kwietnia 2008.
Dorji w latach 1998–2003 był ministrem rolnictwa. Po ustąpieniu z funkcji szefa rządu w 2003 zajmował do 2007 stanowisko ministra pracy i mieszkalnictwa.